# Phidippus mystaceus
Phidippus mystaceus é uma espécie de aranha-saltadora encontrada na América do Norte. As fêmeas crescem até cerca de um centímetro de comprimento corporal.

## Nome
O nome da espécie deriva-se da palavra grega mystax, que significa "bigode", que as fêmeas da espécie aparentam ter. Um antigo sinônimo da espécie é P. asinarius, que se refere às marcas acima dos olhos que parecem-se com olhos de asnos. A tradução literal de "Phidippus mustaceus" é "bigode saltador".

## Galeria

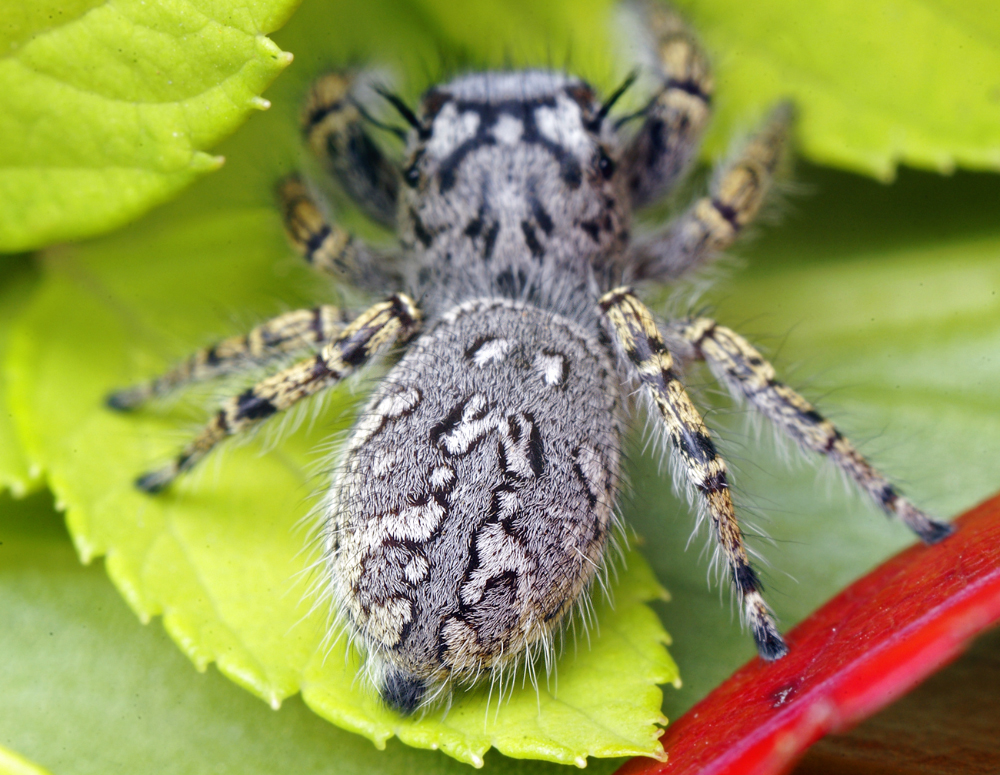
Abdômen de uma Phidippus mystaceus fêmea adulta.
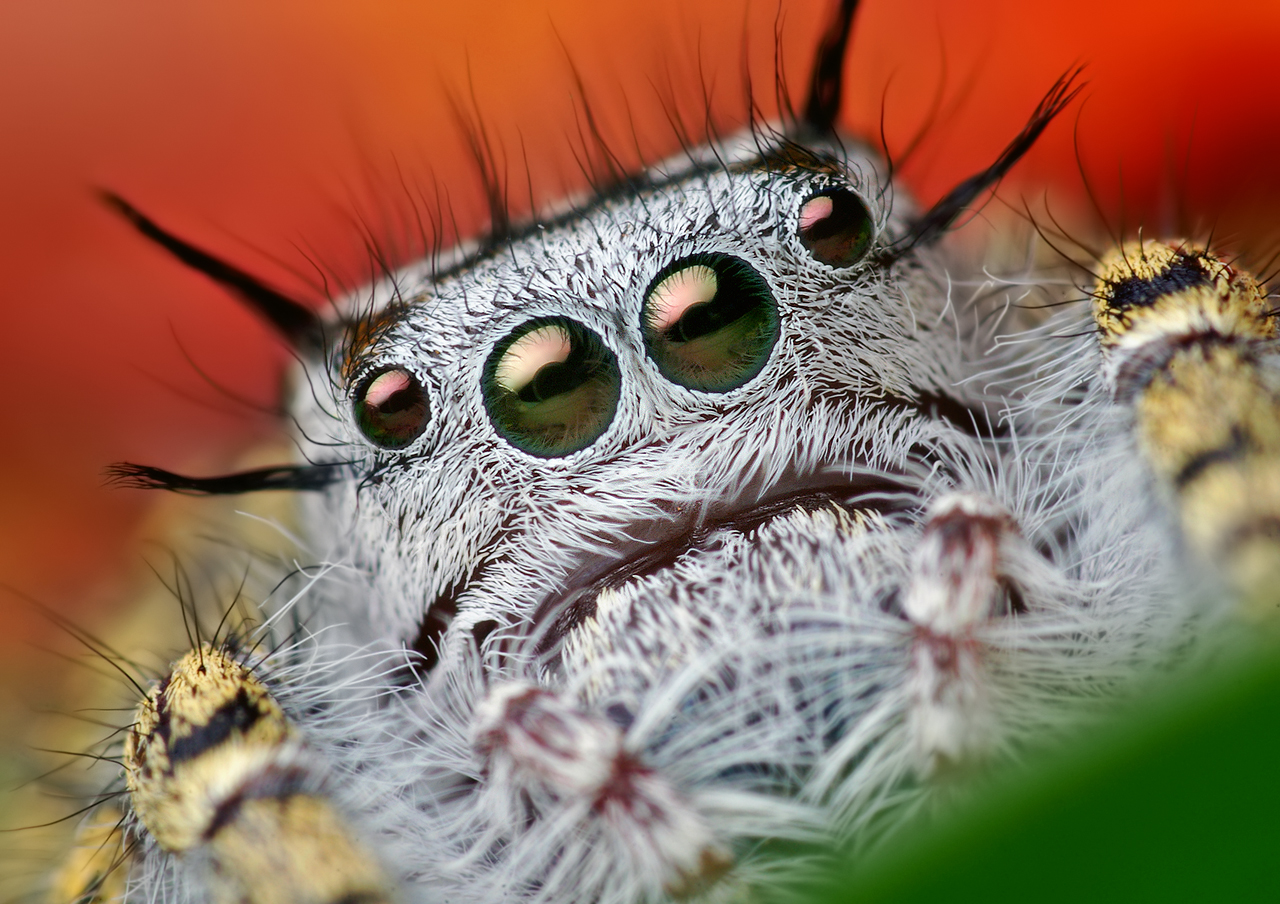
Marcas faciais de uma fêmea adulta
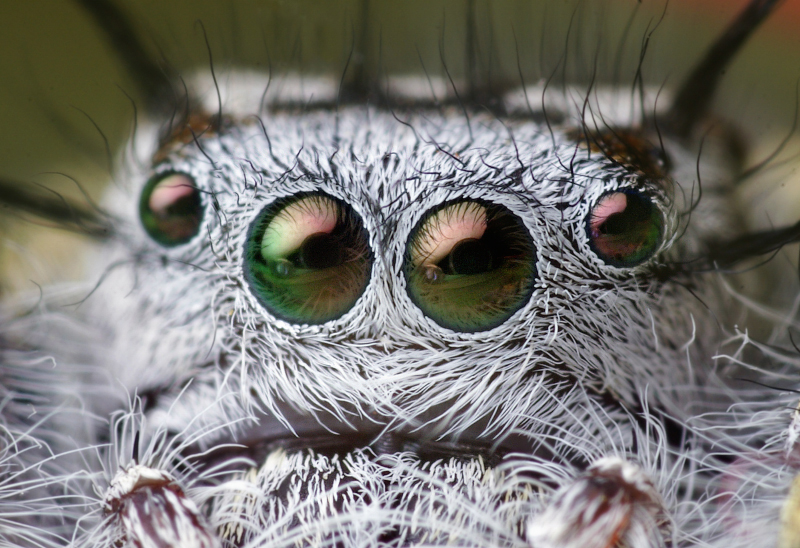
Olhos anteriores médios de uma fêmea adulta.